# Camilo Ugo Carabelli
Camilo Ugo Carabelli, né le 17 juin 1999 à Buenos Aires, est un joueur de tennis argentin, professionnel depuis 2016.

## Carrière
Camilo Ugo Carabelli remporte le tournoi Challenger de Wrocław. Toujours performant sur le circuit sud-américain, il y a acquis depuis sept titres entre 2022 et 2025.
Il fait parler de lui pour la première fois lorsqu'il se qualifie pour les Internationaux de France puis élimine Aslan Karatsev au premier tour (6-3, 4-6, 6-4, 3-6, 7-65).
En 2025, il se distingue sur l'ATP 500 de Rio de Janeiro, où repêché des qualifications, il s'achemine jusqu'en demi-finale où il tombe contre Sebastián Báez. Il enchaîne avec une autre demi-finale à Santiago. Lors du Masters de Miami, il écarte Brandon Holt puis Alex Michelsen avant de céder face à Novak Djokovic.

## Palmarès

### Titre en simple
Aucun

### Finale en simple
Aucune

## Parcours dans les tournois duGrand Chelem

### En simple
| Année | Open d'Australie | Open d'Australie | Internationaux de France | Internationaux de France | Wimbledon       | Wimbledon        | US Open         | US Open        |
| ----- | ---------------- | ---------------- | ------------------------ | ------------------------ | --------------- | ---------------- | --------------- | -------------- |
| 2022  | Q1               | Tomáš Macháč     | 2e tour (1/32)           | F. Auger-Aliassime       | Q1              | Alexander Müller | Q1              | A. Çelikbilek  |
| 2023  | —                | —                | Q3                       | Radu Albot               | —               | —                | Q1              | Federico Coria |
| 2024  | Q1               | Jesper De Jong   | Q1                       | B. Zapata                | Q1              | Joris De Loore   | 1er tour (1/64) | Taylor Fritz   |
| 2025  | 1er tour (1/64)  | Learner Tien     | 1er tour (1/64)          | Jaume Munar              | 1er tour (1/64) | Marcos Giron     |                 |                |

N.B. : à droite du résultat se trouve le nom de l'ultime adversaire.

### En double messieurs
| Année | Open d'Australie | Open d'Australie | Internationaux de France | Internationaux de France | Wimbledon | Wimbledon | US Open                                                                                 | US Open |
| ----- | ---------------- | ---------------- | ------------------------ | ------------------------ | --------- | --------- | --------------------------------------------------------------------------------------- | ------- |
| 2024  | —                | —                | —                        | —                        | —         | —         | 1er tour (1/32) F. Cerúndolo \|\| style="text-align:left;" \| M. Granollers H. Zeballos |         |

N.B. : le nom du partenaire se trouve sous le résultat ; les noms des ultimes adversaires se trouvent à droite.

## Parcours dans lesMasters 1000
| Année | Indian Wells | Miami               | Monte-Carlo        | Madrid                | Rome              | Canada                | Cincinnati         | Shanghai | Paris |
| ----- | ------------ | ------------------- | ------------------ | --------------------- | ----------------- | --------------------- | ------------------ | -------- | ----- |
| 2025  | —            | 3e tour N. Djokovic | 1er tour A. Müller | 1er tour C. O'Connell | 2e tour A. Zverev | 1er tour R. Carballés | 2e tour B. Shelton |          |       |

N.B. : sous le résultat se trouve le nom de l’ultime adversaire.

## Classements ATP en fin de saison
| Année          | 2016 | 2017 | 2018 | 2019 | 2020 | 2021 | 2022 | 2023 | 2024 |
| Rang en simple | 950  | 787  | 351  | 424  | 350  | 202  | 127  | 141  | 97   |
| Rang en double | 784  | 751  | 568  | 545  | 403  | 289  | 281  | 788  | 573  |

Source : (en) Classements de Camilo Ugo Carabelli sur le site officiel de la Fédération internationale de tennis